# Koenigssee
Der Koenigssee liegt im Westen des Berliner Bezirks Charlottenburg-Wilmersdorf in der Villenkolonie Grunewald. Der See wurde um die Wende zum 20. Jahrhundert künstlich angelegt, um das ehemals sumpfige Gebiet zu entwässern. Er stellt einen der vier Seen (Hubertussee, Herthasee, Dianasee und Koenigssee) innerhalb der glazialen Rinne der Grunewaldseenkette dar und ist von länglicher Gestalt, seine Fläche beträgt etwa 22.000 m². Gespeist wird der See im Wesentlichen vom Grundwasser. Hinzu kommt Regenwasser, das auf die Seen und auf das angrenzende Straßengebiet fällt. Er ist mit dem südwestlich gelegenen Dianasee über eine Rinne direkt verbunden, die von der denkmalgeschützten Hasensprungbrücke überspannt wird. Im Nordosten schließt sich nach rund 400 Metern bebauten Gebietes der Halensee an, eine Rohrleitung sorgt für die Wasserzufuhr aus dem Koenigssee. Das Gewässer stellt einen Knotenpunkt innerhalb der Grunewaldseenkette dar, da sich senkrecht zur Kette nach Südosten mit dem Herthasee ein weiterer See anschließt, der als letzter See Richtung Westen zu der Nebenrinne gehört, die nach Osten über den Hubertussee, Fennsee und Volkspark Wilmersdorf bis zum Rathaus Schöneberg verläuft. Am Koenigssee mündete diese kleinere eiszeitliche Abflussrinne ursprünglich in die große Grunewaldrinne. Ein Kanal unter der Koenigsalleebrücke verbindet den Koenigssee mit dem Herthasee. Auf dem Grundstück Koenigsallee 27a befindet sich eine prächtige Blutbuche, die als Naturdenkmal geschützt ist.

## Koenigsallee
Parallel zum See verläuft die Koenigsallee (vorher: Grunewaldallee), an der zahlreiche Prominente ihren Wohnsitz hatten. An der Kreuzung Erdener Straße Ecke Koenigsallee wurde 1922 der amtierende Außenminister Walther Rathenau aus einem überholenden Auto mit einer Maschinenpistole erschossen.

## Namensgeber Felix Koenigs
Der Koenigssee und die Koenigsallee tragen seit 1895 den Namen des Bankiers und Mäzens Felix Koenigs (1846–1900). Koenigs war Direktor des Bankhauses Delbrück Leo & Co., das 1854 unter anderen von Adelbert Delbrück gebildet worden war. Koenigs gehörte zu den Gründungsvätern und Finanziers der Villenkolonie Grunewald in den 1890er Jahren und besaß hier mehrere Grundstücke. Der großzügige und kunstsinnige Sammler alter und zeitgenössischer Werke wohnte an der nach ihm benannten Allee in direkter Nachbarschaft zum Bildhauer des Hochhistorismus Otto Lessing (1846–1912), mit dem ihn die Liebe zur Kunst verband und mit dem er einmal zum Bilderkauf nach Venedig reiste. Lessing baute unter anderem das Denkmal des Dichters Gotthold Ephraim Lessing im Berliner Tiergarten.

## Landschaftsplan

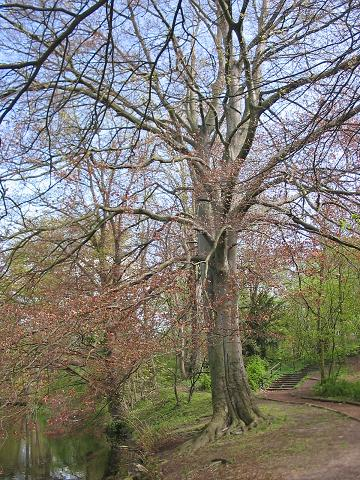
Koenigssee, Uferwanderweg

### Uferwanderweg Grunewald
Wie die drei weiteren Seen in unmittelbarer Nachbarschaft, Dianasee, Herthasee und Hubertussee, zählt auch der Koenigssee nicht zu den ursprünglichen Seen der Grunewaldkette, sondern wurde 1889 zur Trockenlegung des sumpfigen Gebietes beim Bau der Villenkolonie Grunewald ausgehoben. Das  Gelände, auf dem der See entstand, hieß zuvor „Langes Fenn“. Die Villen gruppierten sich malerisch um die neuen Seen, die Ufer waren für die Öffentlichkeit nicht zugänglich. Heute stehen am Koenigssee 515 Meter als öffentliche Grünanlage und Teil des noch nicht vollendeten Grunewalder Uferwanderweges zur Verfügung. Der Wanderweg soll die dicht bebaute Innenstadt mit den Ufern der kleinen Seen bis zum Forst Grunewald verbinden. Planungen zu einem solchen Weg bestanden bereits in den 1920er Jahren, konnten jedoch nie realisiert werden. Ende der 1970er Jahre griff der damalige Bezirk Wilmersdorf die Idee auf und machte zunächst die Uferbereiche der landeseigenen Grundstücke öffentlich zugänglich. Durch Zukäufe kamen in den 1980er und 1990er Jahren weitere Partien hinzu. Die Gesamtlänge des Grünzugs soll 3,5 Kilometer betragen, davon waren im Jahr 2003 knapp zwei Kilometer fertiggestellt. Seitdem stagniert der Ausbau, da Mittel für weitere Ankäufe erst einmal nicht vorhanden sind.

### Allgemeine Ziele des Landschaftsplans
Am Ende des 20. Jahrhunderts stellte der Bezirk die Planungen für den Uferwanderweg in das Zentrum eines Landschaftsplans für die Bereiche der kleinen Grunewaldseen, der nach den Richtlinien des Berliner Naturschutzgesetzes aufgestellt ist. Dieser Plan ist für Berlin insofern eine Innovation, als es sich um den ersten Berliner Landschaftsplan für einen zum großen Teil bebauten Bezirk handelt. Auf einem kommunalpolitischen Kiezspaziergang führte Umweltstadträtin Martina Schmiedhofer laut Drucksache am 12. Juli 2003 aus: 

„Prägende Landschaftselemente wie die Hangkanten zu den Seen, der Waldbaumbestand und die großzügigen Grundstücksfreiflächen sind heute zum Teil vollständig verschwunden. […] Zur Sicherung und Entwicklung der Qualitäten entlang der Seeufer wurde eine im Mittel 35 m breite Uferschutzzone festgesetzt, für die besondere Schutz- und Pflegemaßnahmen anzuwenden sind.“

Die grundsätzlichen Ziele definiert der Landschaftsplan wie folgt:

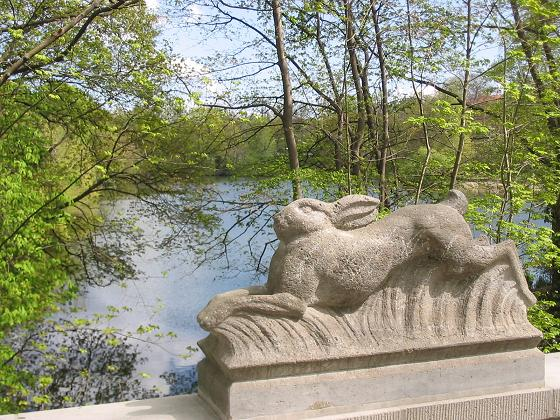
Koenigssee, Hasensprungbrücke

- Erhaltung und Entwicklung des ehemals prägenden und typischen Landschaftsbildes einschließlich des standortgerechten und gebietstypischen Baumbestandes.
- Schutz, Erhaltung und Entwicklung der Lebensräume für die typischen, teilweise seltenen wildlebenden Pflanzen und Tiere.
- Sanierung und Renaturierung der Uferbereiche der Seen.
- Anlage eines geschlossenen Wegesystems über öffentliche Grünflächen von der Innenstadt in die Waldbereiche des Forstes Grunewald.
- Erschließung der Seen und ihrer Landschaftsräume für die Allgemeinheit durch einen Uferwanderweg.
- Erhaltung und Pflege der bedeutenden historischen Gartenanlagen.

Angesichts leerer kommunaler Kassen musste allerdings nicht nur die Vollendung des Wanderweges ausgesetzt werden, auch die teuren Pflegemaßnahmen konnten lediglich in sehr reduziertem Umfang wahrgenommen werden. Statt Erhaltung des Baumbestandes kam es zu Abholzungen im direkten Uferbereich, die von der Öffentlichkeit mit großem Unverständnis aufgenommen wurden. Hier wählte der Bezirk das kleinere Übel, da Gelder für das Einsammeln von Laub und Ästen nicht vorhanden waren und dadurch die Verschlammung der ohnehin belasteten Seen drohte, entschied sich der Bezirk in erster Linie für die Reinhaltung der Seen.

## Siehe ausführlicher
- zur Aushebung der Seen und zur Hasensprungbrücke: Dianasee (Berlin)